# Tetsuya Fujii
| Odkryte planetoidy: 22 (wspólnie z Kazuo Watanabe) | Odkryte planetoidy: 22 (wspólnie z Kazuo Watanabe) |
| -------------------------------------------------- | -------------------------------------------------- |
| (4645) Tentaikojo                                  | 16 września 1990                                   |
| (4676) Uedaseiji                                   | 16 września 1990                                   |
| (4714) Toyohiro                                    | 29 września 1989                                   |
| (4718) Araki                                       | 13 listopada 1990                                  |
| (4743) Kikuchi                                     | 16 lutego 1988                                     |
| (4750) Mukai                                       | 15 grudnia 1990                                    |
| (4971) Hoshinohiroba                               | 30 stycznia 1989                                   |
| (4975) Dohmoto                                     | 16 września 1990                                   |
| (5180) Ohno                                        | 6 kwietnia 1989                                    |
| (5192) Yabuki                                      | 4 lutego 1991                                      |
| (5357) Sekiguchi                                   | 2 marca 1992                                       |
| (5474) Gingasen                                    | 3 grudnia 1988                                     |
| (6246) Komurotoru                                  | 13 listopada 1990                                  |
| (6381) Toyama                                      | 21 lutego 1988                                     |
| (7418) Akasegawa                                   | 11 marca 1991                                      |
| (9602) Oya                                         | 31 października 1991                               |
| (9871) Jeon                                        | 28 lutego 1992                                     |
| (16439) Yamehoshinokawa                            | 30 stycznia 1989                                   |
| (16449) Kigoyama                                   | 29 września 1989                                   |
| (21015) Shigenari                                  | 16 października 1988                               |
| (29159) 1989 GB                                    | 2 kwietnia 1989                                    |
| (37565) 1988 VL3                                   | 3 listopada 1988                                   |

Tetsuya Fujii (jap. 藤井哲也 Fujii Tetsuya) (ur. w 1960) – japoński astronom amator.
W latach 1988–1992 wspólnie z Kazuo Watanabe odkrył 22 planetoidy.
Był kierownikiem klubu astronomicznego w Kitami, którego członkowie prowadzili program obserwacji planetoid i komet. 
Nazwa planetoidy (4343) Tetsuya pochodzi od jego imienia.